# Certifikace prodeje na hudebních trzích

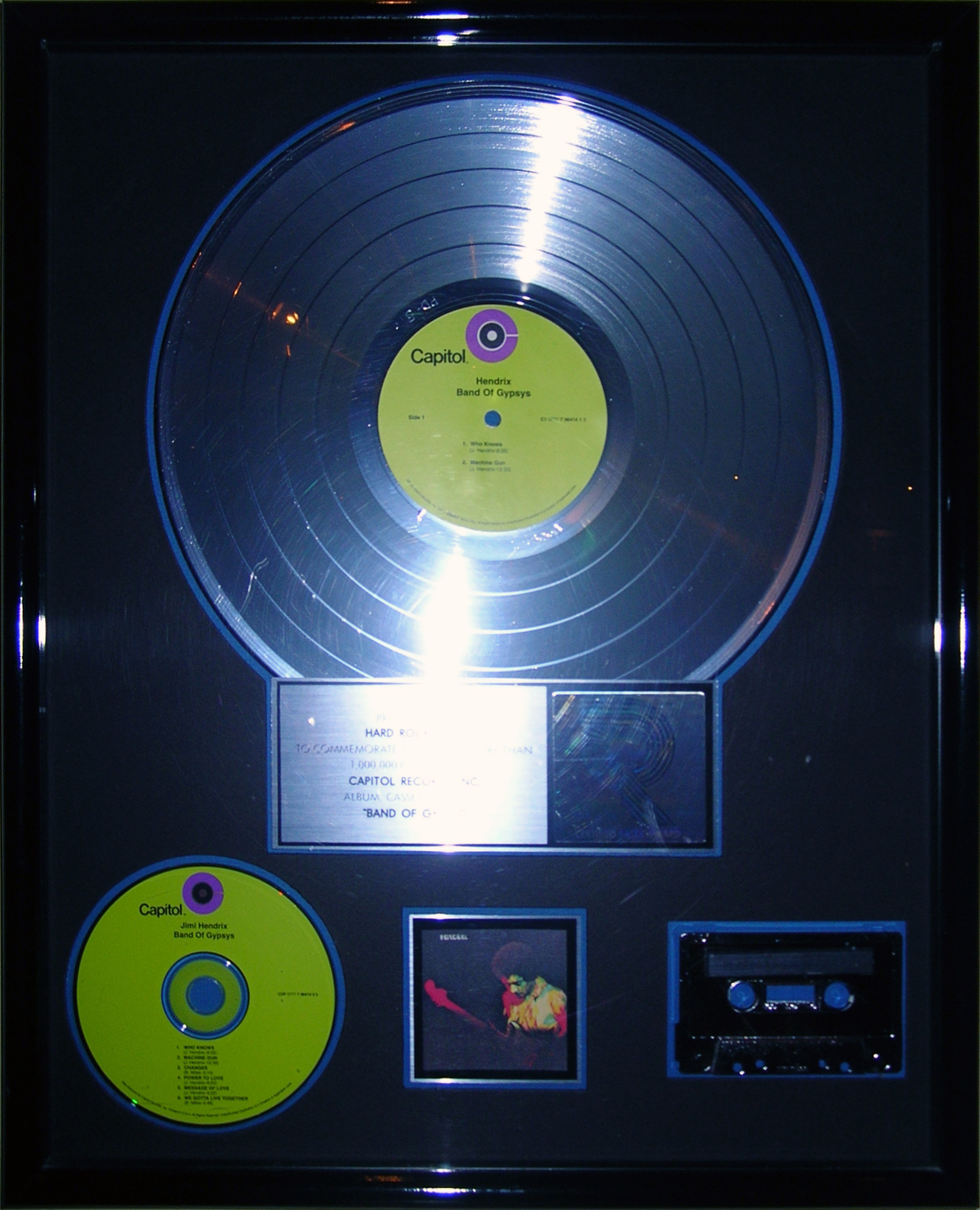
Platinové album

Certifikace prodeje na hudebních trzích ve světě se odvíjejí od množství prodaných hudebních nosičů, které je stanoveno asociacemi hudebního průmyslu různých zemí a teritorií ve světě. Standardní certifikace jsou v různých kombinacích, jsou stanoveny jako stříbrná, zlatá, platinová a diamantová alba, a přidělují se za prodané množství nosičů podle regionálního tržního potenciálu. U platinových a diamantových alb se při vicnásobku dosaženého stanoveného prodeje tradičně používá certifikace s přívlastkem "multi" (tj. mutltiplatinové nebo multidiamantové album).
Reprezentanty Mezinárodní federace fonografického průmyslu (International Federation of the Phonographic Industry, zkr. IFPI) je vícero regionálních asociací hudebního průmyslu. Do IFPI je začleněno 49 asociací různých zemí, a tato organizace působí společně v 75 zemích. V některých případech je IFPI pouze přidruženým orgánem aktuální aplikovaným pravidlům místní certifikace, ale ve více dalších zemích s menší podporou hudebního průmyslu je IFPI hlavním garantem certifikačních kritérií. Některé země a také některé nahrávací společnosti jsou na mezinárodní asociaci nezávislé a mají svá vlastní kritéria pro certifikaci.
Certifikované bývají prodeje alb, singlů, legálně (placené) stažených hudebních souborů, hudební videa, hudební DVD a i originální vyzváněcí tóny. Některá pravidla pro vydávání hudebních nosičů jsou odděleny podle domácího nebo importované hudby, hudebních žánrů, délky nahrávek nebo distribuovaných formátů.

## Certifikace hudebních alb
Legenda: horní číslo reprezentuje prodej domácí tvorby, dolní importovanou hudební tvorbu. Tam, kde je uvedeno pouze jedno číslo, jsou certifikována pouze domácí hudební díla.
Další poznámky se nacházejí pod tabulkou.
| Země / Teritorium                        | Certifikátorů                                                                       | Hranice prodeje pro ocenění | Hranice prodeje pro ocenění | Hranice prodeje pro ocenění | Hranice prodeje pro ocenění |   |
| Země / Teritorium                        | Certifikátorů                                                                       | Stříbro                     | Zlato                       | Platina                     | Diamant                     |   |
| ---------------------------------------- | ----------------------------------------------------------------------------------- | --------------------------- | --------------------------- | --------------------------- | --------------------------- | - |
| Argentina                                | Argentine Chamber of Phonograms and Videograms Producers (CAPIF)                    | -                           | 20 000 (20 000)             | 40 000 (40 000)             | 250 000                     |   |
| Austrálie                                | Australian Recording Industry Association (ARIA)                                    | -                           | 35 000 (35 000)             | 70 000 (70 000)             | -                           |   |
| Rakousko                                 | International Federation of the Phonographic Industry – Austria                     | -                           | 10 000 (10 000)             | 20 000 (20 000)             | -                           |   |
| Belgie                                   | International Federation of the Phonographic Industry – Belgium                     | -                           | 10 000 (15 000)             | 20 000 (30 000)             | -                           |   |
| Brazílie                                 | Brazilian Association of Phonograph Producers (ABDP)                                | -                           | 50 000 (30 000)             | 100 000 (60 000)            | 500 000 (250 000)           |   |
| Bulharsko                                | Bulgarian Association of Music Producers (BAMP)                                     | -                           | 15 000 (10 000)             | 30 000 (20 000)             | -                           |   |
| Kanada                                   | Canadian Recording Industry Association (CRIA)                                      | -                           | 40 000 (40 000)             | 80 000 (80 000)             | 800 000 (800 000)           |   |
| Chile                                    | International Federation of the Phonographic Industry – Chile                       | -                           | 7 500 (7 500)               | 15 000 (15 000)             | -                           |   |
| Čína                                     | State Administration of Radio, Film, and Television                                 | -                           | 40 000 (15 000)             | 80 000 (30 000)             | -                           |   |
| Kolumbie                                 | Asociación Colombiana de Productores de zvukových záznamů (ASINCOL)                 | -                           | 10 000 (5 000)              | 20 000 (10 000)             | 200 000 (100 000)           | - |
| Kypr                                     | AllRecords – www.allrecords.com                                                     | -                           | 5 000                       | 10 000                      | -                           |   |
| Česko                                    | International Federation of the Phonographic Industry – Czech Republic              | -                           | 7 500 (3 000)               | 15 000 (6 000)              | -                           |   |
| Dánsko                                   | International Federation of the Phonographic Industry – Denmark                     | -                           | 15 000 (15 000)             | 30 000 (30 000)             | -                           |   |
| Ekvádor                                  | International Federation of the Phonographic Industry – Ecuador                     | -                           | 3 000 (3 000)               | 6 000 (6 000)               | -                           |   |
| Egypt                                    | International Federation of the Phonographic Industry – Egypt                       | -                           | 50 000 (5 000)              | 100 000 (10 000)            | -                           |   |
| Finsko                                   | International Federation of the Phonographic Industry – Finland                     | -                           | 15 000 (10 000)             | 30 000 (20 000)             | -                           |   |
| Francie                                  | National Syndicate of Phonographic Publishing (SNEP)                                | 35 000 (35 000)             | 75 000 (75 000)             | 200 000 (300 000)           | 750 000 (750 000)           |   |
| Německo                                  | International Federation of the Phonographic Industry – Germany                     | -                           | 10 0000 (100 000)           | 200 000 (200 000)           | -                           |   |
| Řecko                                    | International Federation of the Phonographic Industry (IFPI)                        | -                           | 15 000 (7 500)              | 30 000 (15 000)             | -                           |   |
| Hongkong                                 | International Federation of the Phonographic Industry – Hong Kong                   | -                           | 15 000 (7 500)              | 30 000 (15 000)             | -                           |   |
| Maďarsko                                 | Association of Hungarian Record Companies (MAHASz)                                  | -                           | 7 500 (3 000)               | 15 000 (6 000)              | -                           |   |
| Indie                                    | Indian Music Industry (IMI)                                                         | -                           | 100 000 (7 500)             | 200 000 (15 000)            | -                           |   |
| Indonésie                                | Recording Industry of Indonesia                                                     | -                           | 75 000 (20000)              | 150 000 (40000)             | -                           |   |
| Irsko                                    | Irish Recorded Music Association (IRMA)                                             | -                           | 7 500 (7 500)               | 15 000 (15 000)             | -                           |   |
| Izrael                                   | International Federation of the Phonographic Industry – Israel                      | -                           | 20 000                      | 40 000                      | -                           |   |
| Itálie                                   | Federation of the Italian Music Industry (fimi)                                     | -                           | 35 000 (35 000)             | 70 000 (70 000)             | 350 000 (350 000)           |   |
| Japonsko                                 | Recording Industry Association of Japan (RIAJ)                                      | -                           | 100 000 (100 000)           | 250 000 (250 000)           | -                           |   |
| Lotyšsko                                 | Latvian Music Producers Association (lampy)                                         | -                           | 8 000 (4 000)               | 15 000 (8 000)              | -                           |   |
| Libanon                                  | International Federation of the Phonographic Industry – Lebanon                     | -                           | 20 000 (5 000)              | 40 000 (10 000)             | -                           |   |
| Malajsie                                 | Recording Industry Association of Malaysia (goriemi)                                | -                           | 10 000 (10 000)             | 20 000 (20 000)             | -                           |   |
| Mexiko                                   | Mexican Association of Phonograph Producers (AMPF)                                  | -                           | 40 000 (40 000)             | 80 000 (80 000)             | 400 000 (400 000)           |   |
| Nizozemí                                 | The Dutch Association of Producers and Importers of Image and Sound Carriers (NVPI) | -                           | 30 000 (30 000)             | 60 000 (60 000)             | -                           |   |
| Nový Zéland                              | Recording Industry Association of New Zealand (RIANZ)                               | -                           | 7 500 (7 500)               | 15 000 (15 000)             | -                           |   |
| Norsko                                   | International Federation of the Phonographic Industry – Norway                      | -                           | 15 000 (15 000)             | 30 000 (30 000)             | -                           |   |
| Paraguay                                 | International Federation of the Phonographic Industry – Paraguay                    | -                           | 5 000 (5 000)               | 10 000                      | -                           |   |
| Peru                                     | International Federation of the Phonographic Industry – Peru                        | -                           | 3 000 (3 000)               | 6 000 (6 000)               | -                           |   |
| Filipíny                                 | Philippine Recording Industry Music Association (PRIMA)                             | -                           | 12 500 (7 500)              | 25 000 (15 000)             | -                           |   |
| Polsko                                   | Polish Producers of Audio and Video (ZPAV)                                          | -                           | 15 000 (10 000)             | 30 000 (20 000)             | 150 000 (100 000)           |   |
| Portugalsko                              | Phonographic Association of Portugal (AFP)                                          | -                           | 10 000 (10 000)             | 20 000 (20 000)             | -                           |   |
| Rusko                                    | National Federation of Phonogram Producers (NFPP)                                   | -                           | 50 000 (10 000)             | 100 000 (20 000)            | 300 000                     |   |
| Singapur                                 | Recording Industry Association Singapore (ŘAS)                                      | -                           | 6 000 (6 000)               | 12 000 (12 000)             | -                           |   |
| Slovensko                                | International Federation of the Phonographic Industry – Czech                       | -                           | 3 000 (1 000)               | 6 000 (2 000)               | -                           |   |
| Slovinsko                                | International Federation of the Phonographic Industry – Slovenia                    | -                           | 5 000 (5 000)               | 10 000 (10 000)             | -                           |   |
| Jižní Korea                              | Recording Industry Association of Korea                                             | -                           | 8 000 (8 000)               | 15 000 (15 000)             | -                           |   |
| Španělsko                                | Producers of Spanish Music (Promusicae)                                             | -                           | 4 0000 (40 000)             | 80 000 (80 000)             |                             |   |
| Švédsko                                  | International Federation of the Phonographic Industry – Sweden                      | -                           | 20 000 (20 000)             | 40 000 (40 000)             | -                           |   |
| Švýcarsko                                | International Federation of the Phonographic Industry – Switzerland                 | -                           | 15 000 (15 000)             | 30 000 (30 000)             | -                           |   |
| Tchaj-wan                                | International Federation of the Phonographic Industry – Taiwan                      | -                           | 20 000 (7 000)              | 40 000 (14 000)             | -                           |   |
| Turecko                                  | Turkish Phonographic Industries Society (Mü-YAP)                                    | -                           | 100 000 (5 000)             | 200 000 (10 000)            | 300 000 (20 000)            |   |
| Ukrajina                                 | International Federation of the Phonographic Industry – Ukraine                     | -                           | 50 000 (25 000)             | 100 000 (50 000)            | 500 000 (100 000)           |   |
| Spojené království                       | British Phonographic Industry (BPI)                                                 | 60 000                      | 100 000                     | 300 000                     | -                           |   |
| Spojené státy                            | Recording Industry Association of America (RIAA)                                    | -                           | 500 000 (500 000)           | 1 milion (1 milion)         | 10 milionů (10 milionů)     |   |
| Uruguay                                  | International Federation of the Phonographic Industry – Uruguay                     | -                           | 2 000 (2 000)               | 4 000 (4 000)               | -                           |   |
| Venezuela                                | Association of Venezuelan Phonograph Producers (APFV)                               | -                           | 5 000 (5 000)               | 10 000 (10 000)             | -                           |   |
| Mezinárodní či nadnárodní agentury       |                                                                                     |                             |                             |                             |                             |   |
| Blízký východ                            | International Federation of the Phonographic Industry – Gulf States                 | -                           | 15 000 (15 000)             | 30 000 (30 000)             | -                           |   |
| Jižní Afrika a Lesotho                   | Recording Industry of South Africa (RISA)                                           | -                           | 20 000 (20 000)             | 40 000 (40 000)             | -                           |   |
|                                          |                                                                                     | Stříbro                     | Zlato                       | Platina                     | Diamant                     |   |
| Hranice prodeje pro dosažení certifikace |                                                                                     |                             |                             |                             |                             |   |

Znak "-" znamená, že tato certifikace není stanovena.

I Egyptské, libanonské a certifikace Perského zálivu zahrnují prodej nosičů států arabských zemí.

II Maďarská certifikace se vztahuje na popové alba. Pro džez, klasickou hudbu a mluvené slovo je certifikace odlišná (pro zlato 1500 a pro platinu 3000 nosičů).

## Certifikace singlů
| Země / Teritorium                 | Certifikátorů                                                                       | Hranice prodeje | Hranice prodeje | Hranice prodeje | Hranice prodeje |
| Země / Teritorium                 | Certifikátorů                                                                       | Stříbro         | Zlato           | Platina         | Diamant         |
| --------------------------------- | ----------------------------------------------------------------------------------- | --------------- | --------------- | --------------- | --------------- |
| Rakousko                          | International Federation of the Phonographic Industry – Austria                     | -               | 15 000          | 30 000          | -               |
| Austrálie                         | Australian Recording Industry Association (ARIA)                                    | -               | 35 000          | 70 000          | -               |
| Belgie                            | International Federation of the Phonographic Industry – Belgium                     | -               | 15 000 (25 000) | 30 000 (50 000) | -               |
| Brazílie                          | Brazilian Association of Phonograph Producers (ABDP)                                | -               | 25 000          | 50 000          | 100 000         |
| Kanada                            | Canadian Recording Industry Association (CRIA)                                      | -               | 5 000           | 10 000          | 100 000         |
| Česko                             | International Federation of the Phonographic Industry – Czech Republic              | -               | 1 000           | 2 000           | -               |
| Dánsko                            | International Federation of the Phonographic Industry – Denmark                     | -               | 4 000           | 8 000           | -               |
| Finsko                            | International Federation of the Phonographic Industry – Finland                     | -               | 15 000          | 30 000          | -               |
| Francie                           | National Syndicate of Phonographic Publishing (SNEP)                                | 100 000         | 200 000         | 300 000         | 500 000         |
| Německo                           | International Federation of the Phonographic Industry – Germany                     | -               | 150 000         | 300 000         | -               |
| Řecko                             | International Federation of the Phonographic Industry (IFPI)                        | -               | 7 500           | 10 000          | -               |
| Maďarsko                          | Association of Hungarian Record Companies (MAHASz)                                  | -               | 1 500           | 3 000           | -               |
| Irsko                             | Irish Recorded Music Association (IRMA)                                             | -               | 7 500           | 15 000          | -               |
| Itálie                            | Federation of the Italian Music Industry (fimi)                                     | -               | 10 000          | 20 000          | -               |
| Japonsko                          | Recording Industry Association of Japan (RIAJ)                                      | -               | 100 000         | 250 000         | 1 milion        |
| Nizozemí                          | The Dutch Association of Producers and Importers of Image and Sound Carriers (NVPI) | -               | 40 000          | 60 000          | -               |
| Nový Zéland                       | Recording Industry Association of New Zealand (RIANZ)                               | -               | 7 500           | 15 000          | -               |
| Norsko                            | International Federation of the Phonographic Industry – Norway                      | -               | 5 000           | 10 000          | -               |
| Portugalsko                       | Phonographic Association of Portugal (AFP)                                          | -               | 10 000          | 20 000          | -               |
| Singapur                          | Recording Industry Association Singapore (ŘAS)                                      | -               | 5 000           | 10 000          | -               |
| Španělsko                         | Producers of Spanish Music (Promusicae)                                             | -               | 10 000          | 20 000          | -               |
| Švédsko                           | International Federation of the Phonographic Industry – Sweden                      | -               | 10 000          | 20 000          | -               |
| Švýcarsko                         | International Federation of the Phonographic Industry – Switzerland                 | -               | 15 000          | 30 000          | -               |
| Tchaj-wan                         | International Federation of the Phonographic Industry – Taiwan                      | -               | 7 000           | 14 000          | -               |
| Spojené království                | British Phonographic Industry (BPI)                                                 | 200 000         | 400 000         | 600 000         | -               |
| Spojené státy                     | Recording Industry Association of America (RIAA)                                    | -               | 500 000         | 1 milion        | -               |
| Mezinárodní a nadnárodní agentury |                                                                                     |                 |                 |                 |                 |
| Jižní Afrika a Lesotho            | Recording Industry of South Africa (RISA)                                           | -               | 10 000          | 25 000          | -               |
|                                   |                                                                                     | Stříbro         | Zlato           | Platina         | Diamant         |
| Hranice prodeje na certifikaci    |                                                                                     |                 |                 |                 |                 |

Znak "-" znamená, že tato certifikace není stanovena.

III Německé, norské, švédské a britské certifikace mohou zahrnovat i legálně stažení z internetu.

### Certifikace legálně stažených singlů
| Země / Teritorium | Certifikátorů                                                   | Hranice prodeje | Hranice prodeje | Hranice prodeje | Hranice prodeje |
| Země / Teritorium | Certifikátorů                                                   | Zlato           | Platina         | Diamant         |                 |
| ----------------- | --------------------------------------------------------------- | --------------- | --------------- | --------------- | --------------- |
| Kanada            | Canadian Recording Industry Association (CRIA)                  | 20 000          | 40 000          | 400 000         |                 |
| Dánsko            | International Federation of the Phonographic Industry – Denmark | 7 000           | 15 000          | -               |                 |
| Japonsko          | Recording Industry Association of Japan (RIAJ)                  | 100 000         | 250 000         | 1 milion        |                 |
| Mexiko            | Mexican Association of Phonograph Producers (AMPF)              | 1 500           | 3 000           | -               |                 |
| Španělsko         | Producers of Spanish Music (Promusicae)                         | 10 000          | 20 000          | -               |                 |
| Spojené státy     | Recording Industry Association of America (RIAA)                | 500 000         | 1 milion        | -               |                 |

## Certifikace hudebních videí
| Země / Teritorium              | Certifikátorů                                                                       | Hranice prodeje | Hranice prodeje | Hranice prodeje   | Hranice prodeje |
| Země / Teritorium              | Certifikátorů                                                                       | Zlato           | Platina         | Diamant           |                 |
| ------------------------------ | ----------------------------------------------------------------------------------- | --------------- | --------------- | ----------------- | --------------- |
| Argentina                      | Argentine Chamber of Phonograms and Videograms Producers (CAPIF)                    | 4 000           | 8 000           | -                 |                 |
| Austrálie                      | Australian Recording Industry Association (ARIA)                                    | 7 500           | 15 000          | -                 |                 |
| Rakousko                       | International Federation of the Phonographic Industry – Austria                     | 5 000           | 10 000          | -                 |                 |
| Belgie                         | International Federation of the Phonographic Industry – Belgium                     | 25 000          | 50 000          | -                 |                 |
| Brazílie                       | Brazilian Association of Phonograph Producers (ABDP)                                | 25 000 (15 000) | 5 0000 (30 000) | 250 000 (150 000) |                 |
| Kanada                         | Canadian Recording Industry Association (CRIA)                                      | 5 000           | 10 000          | 100 000           |                 |
| Kolumbie                       | Colombian Association of Phonograph Producers (ASINCOL)                             | 5 000           | 10 000          | -                 |                 |
| Česko                          | International Federation of the Phonographic Industry – Czech Republic              | 1 500           | 3 000           | -                 |                 |
| Dánsko                         | International Federation of the Phonographic Industry – Denmark                     | 7 000           | 15 000          | -                 |                 |
| Finsko                         | International Federation of the Phonographic Industry – Finland                     | 5 000           | 10 000          | -                 |                 |
| Francie                        | National Syndicate of Phonographic Publishing (SNEP)                                | 10 000          | 20 000          | 100 000           |                 |
| Německo                        | International Federation of the Phonographic Industry – Germany                     | 25 000          | 50 000          | -                 |                 |
| Řecko                          | Association of Greek Producers of Phonograms (AGPP)                                 | 5 000           | 10 000          | -                 |                 |
| Maďarsko                       | Association of Hungarian Record Companies (MAHASz)                                  | 2 000           | 4 000           | -                 |                 |
| Irsko                          | Irish Recorded Music Association (IRMA)                                             | 2 000           | 4 000           | -                 |                 |
| Itálie                         | Federazione Industria Musicale Italiana (fimi)                                      | 10 000          | 20 000          | -                 |                 |
| Japonsko                       | Recording Industry Association of Japan (RIAJ)                                      | 100 000         | 250 000         | -                 |                 |
| Lotyšsko                       | Latvian Music Producers Association (lampy)                                         | 5 000           | 8 000           | -                 |                 |
| Mexiko                         | Mexican Association of Phonograph Producers (AMPF)                                  | 10 000          | 20 000          | -                 |                 |
| Nizozemí                       | The Dutch Association of Producers and Importers of Image and Sound Carriers (NVPI) | 30 000          | 60 000          | -                 |                 |
| Nový Zéland                    | Recording Industry Association of New Zealand (RIANZ)                               | 2 500           | 5 000           | -                 |                 |
| Norsko                         | International Federation of the Phonographic Industry – Norway                      | 5 000           | 10 000          | -                 |                 |
| Polsko                         | Związek Producentow Audio-Video (ZPAV)                                              | 5 000           | 10 000          | -                 |                 |
| Portugalsko                    | Phonographic Association of Portugal (AFP)                                          | 4 000           | 8 000           | -                 |                 |
| Rusko                          | National Federation of Phonogram Producers (NFPP)                                   | 25 000 (10 000) | 50 000 (20 000) | -                 |                 |
| Slovensko                      | International Federation of the Phonographic Industry – Czech                       | 500             | 1 000           | -                 |                 |
| Španělsko                      | Producers of Spanish Music (Promusicae)                                             | 10 000          | 25 000          | -                 |                 |
| Švédsko                        | International Federation of the Phonographic Industry – Sweden                      | 10 000          | 20 000          | -                 |                 |
| Spojené království             | British Phonographic Industry (BPI)                                                 | 25 000          | 50 000          | -                 |                 |
| Spojené státy                  | Recording Industry Association of America (RIAA)                                    | 25 000          | 50 000          | -                 |                 |
| Uruguay                        | International Federation of the Phonographic Industry – Uruguay                     | 1 000           | 2 000           | -                 |                 |
|                                |                                                                                     | Zlato           | Platina         | Diamant           |                 |
| Hranice prodeje na certifikaci |                                                                                     |                 |                 |                   |                 |

## Certifikace DVD
| Země / Teritorium | Certifikátorů                                                   | Hranice prodeje | Hranice prodeje | Hranice prodeje | Hranice prodeje |
| Země / Teritorium | Certifikátorů                                                   | Zlato           | Platina         | Diamant         |                 |
| ----------------- | --------------------------------------------------------------- | --------------- | --------------- | --------------- | --------------- |
| Rakousko          | International Federation of the Phonographic Industry – Austria | 5 000           | 10 000          | -               |                 |
| Brazílie          | Brazilian Association of Phonograph Producers (ABDP)            | 25 000          | 50 000          | 100 000         |                 |
| Kanada            | Canadian Recording Industry Association (CRIA)                  | 5 000           | 10 000          | 100 000         |                 |
| Dánsko            | International Federation of the Phonographic Industry – Denmark | 4 000           | 8 000           | -               |                 |
| Finsko            | International Federation of the Phonographic Industry – Finland | 5 000           | 10 000          | -               |                 |
| Maďarsko          | Association of Hungarian Record Companies (MAHASz)              | 2 000           | 4 000           | -               |                 |

## Certifikace vyzváněcích tónů
| Země / Teritorium | Certifikátorů                                      | Hranice prodeje | Hranice prodeje | Hranice prodeje | Hranice prodeje |
| Země / Teritorium | Certifikátorů                                      | Zlato           | Platina         | Diamant         |                 |
| ----------------- | -------------------------------------------------- | --------------- | --------------- | --------------- | --------------- |
| Kanada            | Canadian Recording Industry Association (CRIA)     | 20 000          | 40 000          | 400 000         |                 |
| Japonsko          | Recording Industry Association of Japan (RIAJ)     | 500 000         | 750 000         | 1 milion        |                 |
| Mexiko            | Mexican Association of Phonograph Producers (AMPF) | 10 000          | 25 000          | 250 000         |                 |
| Španělsko         | Producers of Spanish Music (Promusicae)            | 10 000          | 20 000          | -               |                 |
| Spojené státy     | Recording Industry Association of America (RIAA)   | 500 000         | 1 milion        | -               |                 |